# Tambunan
Huyện Tambunan là một huyện thuộc bang Sabah của Malaysia. Huyện Tambunan có dân số thời điểm năm 2010 ước tính khoảng 35307 người.